# Гір'ял
Гір'я́л (рос. Гирьял) — село у складі Біляєвського району Оренбурзької області, Росія.

## Населення
Населення — 441 особа (2010; 599 у 2002).
Національний склад (станом на 2002 рік):
- росіяни — 58 %